# 彈戲

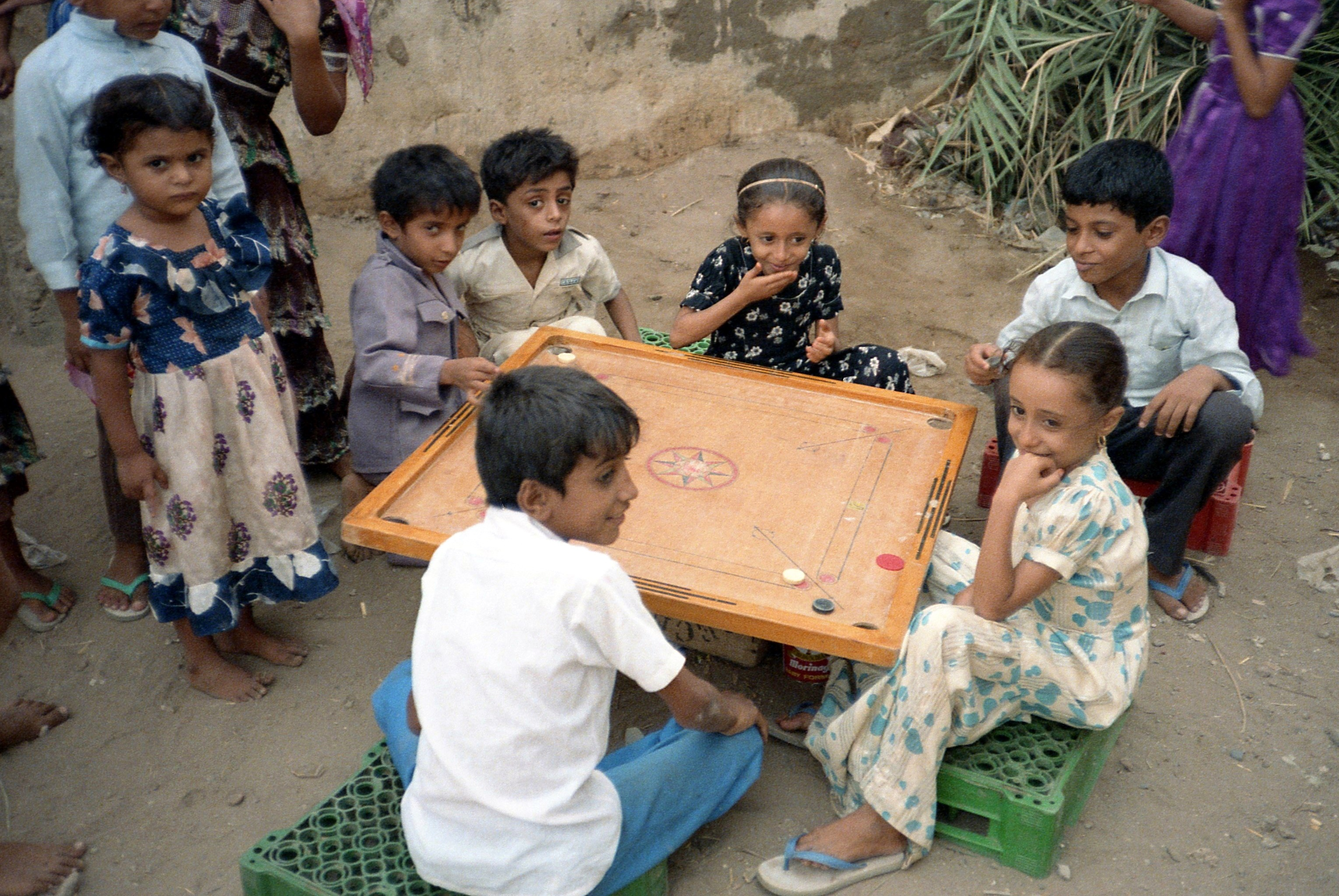
葉門小孩在玩彈局遊戲

彈戲（Carrom），或彈局遊戲、鬥球盤，指玩家在一個平滑的板子上，輪流用手指彈動各枚圓片狀物件的桌上遊戲，如彈棋、加拿大彈戲。這種遊戲在各國傳統遊戲與皆可見到，與撞球、彈珠差別在於前者所用是不會滾動的圓片；與棋類遊戲的差別在於彈局遊戲是靠運動神經技巧。
在大中華地區，康樂棋是一種類似的遊戲。
在朝鮮半島，韓國人會用圍棋、朝鮮將棋玩，以將對方所有棋子彈離棋盤為勝。